# Daniel Serrano Coronado
Daniel Serrano Coronado (Barcelona, 18 de juny de 1976) és un advocat i polític català, diputat al Congrés dels Diputats en la X Legislatura.

## Biografia
Nascut en Barcelona el 18 de juny de 1976, va estudiar Dret en la Universitat Autònoma de Barcelona i és advocat de professió. És afiliat del Partit Popular (PP) i ha estat president del Comitè de Drets i Garanties del Partit Popular de Catalunya. En les eleccions generals espanyoles de 2011 va ser escollit diputat per la circumscripció de Barcelona, i ha estat portaveu del Partit Popular en la comissió d'Afers exteriors i vocal en les comissions de Defensa, mixta per a la Unió Europea i mixta de control parlamentari de la corporació RTVE. Fou també cap de llista pel PP a les eleccions municipals de 2015 a Cornellà de Llobregat.